# Watch the Throne
A Watch the Throne Kanye West és Jay-Z amerikai rapperek stúdióalbuma, amely 2011. augusztus 8-án jelent meg a Roc-A-Fella Records, a Roc Nation és a Def Jam Recordings kiadókon keresztül. A megjelenés előtt Jay-Z és West többször is közreműködött kislemezeken, az utóbbi producere volt a korábbi több munkájának is. Eredetileg egy öt dalos középlemezt akartak csak felvenni, de a projekt végül egy teljes hosszúságú albummá alakult. A lemezen közreműködött többek között Frank Ocean, The-Dream, Beyoncé, Mr Hudson, Kid Cudi, Seal, Justin Vernon, Elly Jackson, Connie Mitchell, Charlie Wilson és Pete Rock.
A felvételek 2010 novemberében kezdődtek és több különböző stúdióban folytatódtak. Az album producere főként West volt, olyan ismert producerek segítségével, mint Mike Dean, Swizz Beatz, Tyler Pase, Pete Rock, RZA, Jeff Bhasker, The Neptunes és Q-Tip. A Watch the Throne, West előző albumával, a My Beautiful Dark Twisted Fantasyvel (2010) ellentétben felhasznál zenekari játékot, progresszív rock elemeket és szokatlan hangmintákat tartalmazva. A hencegő szövegek kiemelik a fényűző élet, a hírnév, a materializmus, a hatalom és a siker terheit, politikával kiegészítve. Az albumon ezek mellett beszél Jay-Z az apaság gondolatáról, West arról, hogy a társadalom gonoszának tekintik és a sikereikről. Sokak ezt a pénzügyileg sikeres afroamerikaiak küzdelmeiként értelmezték.
Hét kislemez jelent meg az albumról, a H•A•M, az Otis, a Lift Off, a Why I Love You, a Gotta Have It, a No Church in the Wild és a Billboard Hot 100-on sikereket elérő Niggas in Paris. Mindegyik dalhoz készült videóklip is. 2011 októberétől 2012 júniusáig a páros a Watch the Throne Tour keretei között koncertezett, amely minden idők legnagyobb bevételét hozó hiphop turnéja lett. Az album nagyrészt pozitív reakciót váltott ki a zenekritikusoktól, bár voltak, akik nem találták a szövegeket inspirálónak.
Több magazin is az év egyik legjobb albumának nevezte, mint a Rolling Stone és a The Washington Post. A lemez első helyen debütált a Billboard 200-on, 436 ezer eladott példánnyal és megdöntötte az iTunes első heti eladási rekordját. Elérte a tíz legjobb hely egyikét még további 11 országban, mint Kanada és az Egyesült Királyság. Ötszörös platina minősítést kapott az Amerikai Hanglemezgyártók Szövetségétől (RIAA).

## Háttér
Jay-Z és Kanye West először a This Can’t Be Life dalon dolgoztak együtt, a korábbi 2000-ben megjelent The Dynasty: Roc La Familia című albumán, amelynek West volt a producere. Ez után Jay-Z 2001-es The Blueprint albumának ismételten West volt a producere, amely segítette ismertségét növelni a zeneiparban. Eredetileg csak producernek tekintették, a The College Dropout debütáló albumának és kislemezeinek sikere után már rapperként is számított rá a Roc-A-Fella Records. West a következő években továbbra is a New York-i rapper egyik fő producere volt, többek között a The Black Album és a Kingdom Come albumokon is. Ezek mellett Jay-Z többször is szerepelt West első albumain, gyakran közreműködtek.
A My Beautiful Dark Twisted Fantasy népszerűsítésének idején kiszivárgott a Power egy remixe Jay-Z-vel együtt. Ezt követően West Twitteren bejelentette, hogy egy öt dalos középlemezt szeretne kiadni Jay-Z-vel. A Monster című dalt is eredetileg erre a középlemezre szánták. West később elmondta, hogy teljes hosszúságú album lett belőle és Dél-Franciaországban vették fel.

## Felvételek

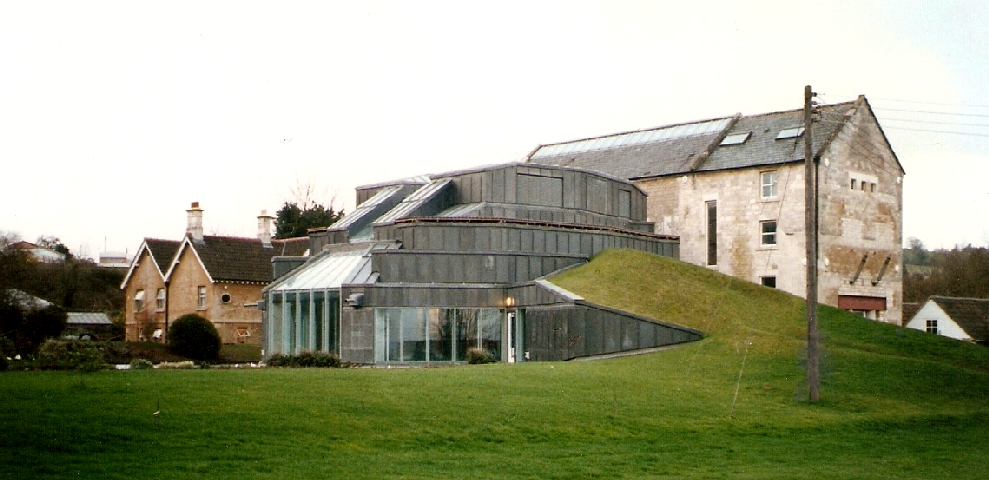
A Real World Studios az angol Wiltshire megyében

Az album felvételei az Avex Recording Studioban (Honolulu, Hawaii) kezdődtek, majd folytatódtak a Barford Estate-en (Sydney, Ausztrália), az Electric Lady Studiosban, a Mercer Hotelben, a Tribeca Grand Hotelben (New York), a Le Meurice-ben (Párizs, Franciaország) és a Real World Studiosban (Wiltshire, Anglia). A That’s My Bitch és a The Joy dalokat a My Beautiful Dark Twisted Fantasy felvételei közben készültek, 2010 júliusában. 2010 novemberében Angliában kezdtek el a producerek dolgozni a felvételeken és a két rapper akkor folytatta, mikor ráért Ausztráliában, Párizsban, Abu-Dzabiban, New Yorkban és Los Angelesben. Egy Billboarddal készített interjúban Jay-Z elmondta, hogy gyakran dolgoztak hotelszobákban és, hogy az albumnak legalább három verzióját elkészítették. Elmondta, hogy gyakran kialakultak konfliktusok a két rapper között arról, hogy milyen irányba haladjanak az albummal. A H•A•M sikertelen 2011. januári megjelenése után Jay-Z elmondta, hogy teljesen megváltoztatták az album produceri stílusát. Ezek mellett fontosnak tartották, hogy személyesen vegyék fel együtt az albumot és ne csak egymásnak küldözgessék a dalokat.
A korai felvételekből kevés dal került fel végül az albumra. A háttérmunkához West hozta szokásos csapatát, amely a My Beautiful Dark Twisted Fantasy közben is vele dolgozott. Az egyik legnagyobb hiányzó No I.D. volt, aki úgy érezte a két előadó nem haladt eléggé a zenével. A producer azt mondta a zenéről, hogy „persze el fogsz adni, mert már amúgy is ismert vagy. De fontos, hogy haladjatok előre ezzel. Az intelligenciát és a dekadenciát kreatívan előre kell helyezni.” Ugyan a két előadó valamennyire megfogadta a tanácsot, de No I.D. szerepe minimális volt az album elkészítésében. 2011 januárjában a páros kivett több szobát is a Mercer Hotelben (New York) és meghívtak producereket és előadókat a felvételekre. Chauncey Hit-Boy Hollis, aki a Niggas in Paris producere volt, azt nyilatkozta, hogy „Zene volt minden szobában. Volt egy szobám, ahol alapokat készítettem, aztán bementem a fő szobába, ahol Jay és Kanye volt és megmutattam nekik. Kanye nagyon aktív a munkában. Mikor bementem egy alappal, így mondta, hogy ’Ezt vedd ki, ezt lassítsd le.’ És ettől százszor jobb lett a hangzása.”
Az album részeit a Tribeca Grand Hotelben vették fel. 88-Keys 20 alapot mutatott meg a Westnek és Jay-Z-nek, akik végül csak egyet használtak. RZA (Wu-Tang Clan), aki dolgozott West korábbi albumain, a New Day producere volt. A Watch the Throne masterelését Mike Dean folytatta.

Jay-Z és West több vendégelőadóval dolgozott az albumon, mint Beyoncé, Frank Ocean és Mr Hudson. A No Church in the Wildot, amely az utolsó dal volt, amit felvettek az albumra, júniusban készítette el West, Jay-Z és 88-Keys. A dalon közreműködött Frank Ocean, akit nostalgia, ULTRA (2011) című mixtape-jének sikere után hívtak meg az albumra, Jay-Z felesége, Beyoncé ajánlásával. A Long Beach-i énekes következőt mondta a projektről:
„Nagyon ritkán dolgozok másokkal, de ez nyilván egyike azoknak, amelyekre nem mondhatsz nemet. Nem nagyon gondolkoztam rajta. Az utolsó dolog, ami az eszemen volt, az hogy olyan előadókkal dolgozok, akiket nagyon tiszteltem évek óta. [...] Dolgoztam Jay-vel egy szóló albumán a Watch the Throne előtt. Mikor másodjára mentem, Barry Weiss, Jay, Beyoncé, Kanye és pár más ember volt ott.”
A Lift Offot Sydneyben vették fel. Az albumon hírek szerint szerepelt volna Bruno Mars is, de végül Beyoncé énekelt rajta. Elly Jackson, Connie Mitchell és Justin Vernon közreműködtek a That’s My Bitchen. Vernon szerepelt korábban a My Beautiful Dark Twisted Fantasyn, a Dark Fantasy és a Monster dalokon. Kid Cudi énekelt a The Joy és az Illest Motherfucker Alive című dalokon.
2013-ban Jay-Z kiadta Magna Carta… Holy Grail című albumát, egy interjúban elmondta, hogy az Oceans és a Holy Grail eredetileg a Watch the Throne-on szerepelt volna. West és Jay-Z négy napig vitázott azon, hogy szerepeljen-e a két dal az albumon. Jay-Z a következőt mondta: „Nem volt dalszöveg a Holy Grailhez és felvettem az Oceanst, aztán megmutattam Kanyenak [...] Ő meg azt mondta, hogy ’Nem, ezeknek a Watch the Throne-on kell lennie.’ Szóval négy napot töltöttünk veszekedéssel a felvételekről és elmagyaráztam neki, hogy miért nem jók erre a projektre és, hogy volt egy ötletem egy Magna Carta… Holy Grail című albumra.”

## Díjak és jelölések
| Év   | Díjátadó                | Díj                            | Eredmény | For.   |
| ---- | ----------------------- | ------------------------------ | -------- | ------ |
| 2011 | American Music Awards   | Kedvenc Rap/Hiphop Album       | Jelölve  | [ 23 ] |
| 2011 | Best Art Vinyl Awards   | Legjobb lemezborító            | Jelölve  | [ 24 ] |
| 2011 | Soul Train Music Awards | Az év albuma                   | Jelölve  | [ 25 ] |
| 2011 | Sucker Free Awards      | Az év legjobb albuma           | Győztes  | [ 26 ] |
| 2012 | Billboard Music Awards  | Legjobb rapalbum               | Jelölve  | [ 27 ] |
| 2012 | BET Hip Hop Awards      | Az év CD-je                    | Győztes  | [ 28 ] |
| 2012 | Danish Music Awards     | Az év nemzetközi albuma        | Jelölve  | [ 29 ] |
| 2012 | Dieline Awards          | Legjobb design díj             | Győztes  | [ 30 ] |
| 2012 | Grammy-gála             | Legjobb lemezborító            | Jelölve  | [ 31 ] |
| 2012 | Grammy-gála             | Legjobb rapalbum               | Jelölve  | [ 31 ] |
| 2012 | NME Awards              | Legjobb lemezborító            | Jelölve  | [ 32 ] |
| 2012 | Swiss Music Awards      | Legjobb nemzetközi urban album | Jelölve  | [ 33 ] |

## Számlista
| 1.    | No Church in the Wild (Frank Ocean és The-Dream közreműködésével) | Kanye West Shawn Carter Christopher Breaux Charles Njapa Mike Dean The-Dream Gary Wright Phil Manzanera James Brown Joseph Roach                                   | 4:32 |
| 2.    | Lift Off (Beyoncé)                                                | West Carter Jeff Bhasker Dean Pharrell Williams Bruno Mars Seal Samuel                                                                                             | 4:26 |
| 3.    | Niggas in Paris                                                   | West Carter Chauncey Hollis Dean W.A. Donaldson | 3:39 |
| 4.    | Otis (Otis Redding közreműködésével)                              | West Carter Harry Woods Jimmy Campbell Reg Connelly Kirk Robinson Roy Hammond Brown Roach                                                                          | 2:58 |
| 5.    | Gotta Have It                                                     | West Carter Williams Brown Roach Fred Wesley Tony Pinckney | 2:20 |
| 6.    | New Day                                                           | West Carter Robert Diggs DeanLeslie Bricusse Anthony Newley | 4:32 |
| 7.    | That’s My Bitch                                                   | West Carter Kamaal Fareed Bhasker Justin Vernon Brown Bobby Byrd Ronald Lenhoff Jeremiah Lordan                                                                    | 3:22 |
| 8.    | Welcome to the Jungle                                             | West Carter Kassem Dean M. Dean | 2:54 |
| 9.    | Who Gon Stop Me                                                   | WestCarter Shama Joseph M. Dean Maurice Simmonds Joshua Kierkegaard                                                                                                | 4:16 |
| 10.   | Murder to Excellence                                              | West Carter K. Dean Larry Griffin, Jr. Scott Mescudi Quincy Jones Harvey Mason, Jr. Joel Rosenbaum Caiphus Semenya Bill Summers Mihaela Modorcea Gabriela Modorcea | 5:00 |
| 11.   | Made in America (Frank Ocean közreműködésével)                    | West Carter Joseph M. Dean Breaux | 4:52 |
| 12.   | Why I Love You (Mr Hudson közreműködésével)                       | West Carter M. Dean Philippe Cerboneschi Hubert Blanc-Francard Tony Camillo Mary Sawyer                                                                            | 3:21 |
| 46:12 |                                                                   | |      |

| Deluxe Edition | Deluxe Edition                             | Deluxe Edition                                                               | Deluxe Edition | Deluxe Edition | Deluxe Edition | Deluxe Edition | Deluxe Edition | Deluxe Edition | Deluxe Edition |
|                | Cím                                        | Szerző(k)                                                                    | Hossz          |                |                |                |                |                |                |
| -------------- | ------------------------------------------ | ---------------------------------------------------------------------------- | -------------- | -------------- | -------------- | -------------- | -------------- | -------------- | -------------- |
| 13.            | Illest Motherfucker Alive                  | West Carter M. Dean Joshua Luellen Mescudi                                   | 5:23           |                |                |                |                |                |                |
| 14.            | H•A•M                                      | West Carter Lexus Lewis M. Dean                                              | 4:35           |                |                |                |                |                |                |
| 15.            | Primetime                                  | West Carter Ernest Wilson Russell Simmons Lawrence Smith Maureen Reid        | 3:19           |                |                |                |                |                |                |
| 16.            | The Joy (Curtis Mayfield közreműködésével) | West Carter Curtis Mayfield Peter Phillips Mescudi John Cameron John Zachary | 5:17           |                |                |                |                |                |                |
| 64:37          |                                            |                                                                              |                |                |                |                |                |                |                |

További vokál
- Lift Off: Seal, Mr Hudson, Don Jazzy, Bankulli és Ricardo Lewis.
- Gotta Have It: Kid Cudi.
- That’s My Bitch: La Roux, Connie Mitchell és Bon Iver.
- Welcome to the Jungle: Swizz Beatz és Acapella Soul.
- Who Gon Stop Me: Mr Hudson, Swizz Beatz és Verse Simmonds.
- Murder to Excellence: Kid Cudi.
- Illest Motherfucker Alive: Kid Cudi, Bankulli és Aude Cardona.
- H•A•M: Aude Cardona és Jacob Lewis Smith.
- The Joy: Pete Rock, Kid Cudi és Charlie Wilson.

Feldolgozott dalok
- No Church in the Wild: K-Scope, szerezte és előadta: Phil Manzanera; Sunshine Help Me, szerezte és előadta: Spooky Tooth; Don’t Tell a Lie About Me (and I Won’t Tell the Truth About You), szerezte és előadta: James Brown.
- Niggas in Paris: Reverend W. A. Donaldson – Baptizing Scene; dialógus Will Ferrell és Jon Heder között a 2007-es Jégi dicsőségünk című filmből.
- Otis: Try a Little Tenderness, szerezte: Jimmy Campbell és Reg Connelly, Harry M. Woods, előadta: Otis Redding; Don’t Tell a Lie About Me (and I Won’t Tell the Truth About You), szerezte és előadta: James Brown; Top Billin’, szerezte és előadta: Audio Two.
- Gotta Have It: Don’t Tell a Lie About Me (and I Won’t Tell the Truth About You); People Get Up and Drive Your Funky Soul; My Thang, szerezte és előadta: James Brown.
- New Day: Feeling Good, szerezte és előadta: Nina Simone.
- That’s My Bitch: Get Up, Get Into It, Get Involved, szerezte és előadta: James Brown; Apache, szerezte és előadta: Incredible Bongo Band.
- Who Gon Stop Me: I Can’t Stop, szerezte és előadta: Flux Pavilion.
- Murder to Excellence: LA LA LA, szerezte és előadta: The Indiggo Twins; Celie Shaves Mr./Scarification az 1985-ös Bíborszín című filmből, szerezte és előadta: Quincy Jones.
- Why I Love You: I Love You So, szerezte és előadta: Cassius.
- Primetime: Action, szerezte és előadta: Orange Krush.
- The Joy: The Makings of You (Live), szerezte és előadta: Curtis Mayfield; Different Strokes, szerezte és előadta: Syl Johnson.

## Közreműködő előadók
| - 88-Keys – producer - Virgil Abloh – művészeti igazgató - Acapella Soul – vokál - Mat Arnold – asszisztens - Bankulli – vokál - Beyoncé – közreműködő előadó - Jeff Bhasker – producer - Vincent Biessy – kreatív tanácsadó - Chris "Hitchcock" Chorney – cselló - Carol Corless – lemezborító - Don Crawley – A&R - Andrew Dawson – hangmérnök - Mike Dean – producer, cselló, hangmérnök, billentyűk, master, keverés, zenész, producer - Don Jazzy – vokál - The-Dream – vokál - Laura Escudé – hegedű - Noah Goldstein – hangmérnök, keverés, producer - Hit-Boy – producer, programozás - Gaylord Holomalia – asszisztens - Elly Jackson – vokál - Jay-Z – executive producer, előadó, dalszerző - Sham "Sak Pase" Joseph – producer - Kyambo "Hip Hop" Joshua – executive producer - Kid Cudi – vokál - Anthony Kilhoffer – producer, hangmérnök, keverés, producer, programozás | - Brent Kolatalo – hangmérnök - Ken Lewis – producer, hangmérnök, zenész - Ricardo Lewis – vokál - LMFAO – keverés, programozás - Mr Hudson – közreműködő előadó, vokál - Connie Mitchell – vokál - Christian Mochizuki – asszisztens - The Neptunes – producer - Frank Ocean – dalszerző, közreműködő előadó - Q-Tip – producer, keverés - Otis Redding – közreműködő előadó - Gee Roberson – executive producer - S1 – producer - Lenny S. – A&R - Seal – vokál - Pawel Sek – hangmérnök - Chris Soper – asszisztens hangmérnök - Swizz Beatz – producer, vokál - Bu Thiam – A&R - Pat Thrall – hangmérnök - Riccardo Tisci – lemeborító, kreatív igazgató - Justin Vernon – vokál - Blair Wells – keverés - Kanye West – executive producer, előadó, producer, dalszerző |

## Slágerlisták
| Chart (2011–13)                        | Peak position |
| -------------------------------------- | ------------- |
| Ausztrál Albumok (ARIA)                | 2             |
| Australian Urban Albums (ARIA)         | 1             |
| Osztrák Albumok (Ö3 Austria)           | 12            |
| Belga Albumok (Ultratop Flanders)      | 7             |
| Belga Albumok (Ultratop Wallonia)      | 16            |
| Kanadai Albumok (Billboard)            | 1             |
| Dán Albumok (Hitlisten)                | 2             |
| Holland Albumok (Album Top 100)        | 3             |
| Finn Albumok (Suomen virallinen lista) | 23            |
| Francia Albumok (SNEP)                 | 10            |
| Német Albumok (Offizielle Top 100)     | 2             |
| Ír Albumok (IRMA)                      | 5             |
| Olasz Albumok (FMI)                    | 58            |
| Japán Albumok (Oricon)                 | 14            |
| Új-Zéland-i Albumok (RMNZ)             | 4             |
| Norvég Albumok (VG-lista)              | 1             |
| Lengyel Albumok (ZPAV)                 | 21            |
| Orosz Albumok (2M)                     | 8             |
| Skót Albumok (OCC)                     | 3             |
| Dél-Korea-i Albumok (Gaon)             | 57            |
| Spanyol Albumok (PROMUSICAE)           | 43            |
| Svéd Albumok (Sverigetopplistan)       | 27            |
| Svájci Albumok (Schweizer Hitparade)   | 1             |
| UK Albums (OCC)                        | 3             |
| UK R&B Albums (OCC)                    | 1             |
| US Billboard 200                       | 1             |
| US Top R&B/Hip-Hop Albums (Billboard)  | 1             |
| US Top Catalog Albums (Billboard)      | 19            |

| Év   | Slágerlista                           | Pozíció |
| ---- | ------------------------------------- | ------- |
| 2011 | Ausztrál Albumok (ARIA)               | 48      |
| 2011 | Kanadai Albumok (Billboard)           | 22      |
| 2011 | Dán Albumok (Hitlisten)               | 77      |
| 2011 | UK Albums (OCC)                       | 104     |
| 2011 | US Billboard 200                      | 14      |
| 2011 | US Top R&B/Hip-Hop Albums (Billboard) | 6       |
| 2012 | Australian Urban Albums (ARIA)        | 15      |
| 2012 | UK Albums (OCC)                       | 56      |
| 2012 | US Billboard 200                      | 51      |
| 2012 | US Top R&B/Hip-Hop Albums (Billboard) | 7       |
| 2013 | Australian Urban Albums (ARIA)        | 39      |
| 2015 | Australian Urban Albums (ARIA)        | 91      |
| 2016 | Dán Albumok (Hitlisten)               | 179     |

| Slágerlista (2010–2019)               | Pozíció |
| ------------------------------------- | ------- |
| US Billboard 200                      | 145     |
| US Top R&B/Hip-Hop Albums (Billboard) | 30      |

## Minősítések
| Régió                    | Minősítések | Példányszám |
| ------------------------ | ----------- | ----------- |
| Ausztrália (ARIA)        | Platina     | 70,000      |
| Kanada (Music Canada)    | Platina     | 80,000      |
| Egyesült Királyság (BPI) | Platina     | 300,000     |
| Egyesült Államok (RIAA)  | 5× Platina  | 5,000,000   |

## Kiadások
| Régió            | Dátum               | Formátum           | Kiadó                                | For.   |
| ---------------- | ------------------- | ------------------ | ------------------------------------ | ------ |
| Egyesült Államok | 2011. augusztus 8.  | digitális letöltés | - Roc-A-Fella - Roc Nation - Def Jam | [ 80 ] |
| Egyesült Államok | 2011. augusztus 11. | CD                 | - Roc-A-Fella - Roc Nation - Def Jam | [ 80 ] |

## Lásd még
- Kanye West-diszkográfia
- A Billboard 200 lista első helyezettjei 2011-ben
- Watch the Throne Tour